# 별빛 속으로
"별빛 속으로"는 2007년에 개봉한 대한민국의 영화이다.

## 캐스팅
- 정경호 : 현수영 역
- 김민선 : 삐삐소녀 역
- 차수연 : 수지 역
- 김C : 노란샤쓰 역
- 최데레사 : 40대 수지 역
- 정우혁 : 형사 2 역
- 장항선 : 노 교수 역 (우정출연)
- 이수나 : 어머니 역 (우정출연)
- 송승환 : 라디오 DJ (목소리) 역 (우정출연)
- 정진영 : 교수 수영 역 (우정출연)